# Aerosol
Aerosol je suspenzija čestica krutih tvari ili kapljica tekućine promjera manjeg od 1 mikrometar (1 μm) u plinu. U Zemljinu atmosferu dolaze prirodnim procesima (na primjer kondenzacijom vodene pare, vulkanskom aktivnošću, vjetrom) ili ljudskim djelovanjem (na primjer izgaranjem fosilnih goriva). Mogu biti anorganskoga (na primjer prašina, dim, morska sol, kapljice vode i drugo) i organskoga podrijetla (pelud, spore, bakterije i drugo). Smatra se da aerosoli u atmosferi nastali čovjekovim djelovanjem utječu na promjenu klime i na zdravlje ljudi. Kao aerosol, u obliku spreja, primjenjuju se neki insekticidi, dezodoransi, sredstva za bojenje, inhaliranje, u protupožarnim sustavima i drugo.

## Onečišćavanje zraka
Onečišćavanje zraka ili onečišćenje zraka je odstupanje od njegova normalnoga sastava zbog prisutnosti stranih tvari (onečišćivala) u koncentraciji u kojoj one u kraćem vremenu ne uzrokuju izravnu štetu za zdravlje ljudi ili drugih živih organizama, dok je zagađivanje, kao posljedica ljudskoga djelovanja, unošenje stranih tvari u zrak u koncentraciji u kojoj one u kraćem ili duljem vremenu uzrokuju izravnu štetu po okoliš i živa bića te ugrožavaju ljudsko zdravlje. 
Glavna su onečišćivala i zagađivala aerosoli, lebdeće čestice raspršene u zraku (dim, čađa, prašina, čestice teških metala i njihovih spojeva, ulje, soli), zatim oksidi ugljika, sumpora i dušika, ugljikovodici (na primjer metan, butan, benzen), fotokemijski produkti (na primjer ozon u nižim dijelovima atmosfere), drugi anorganski (sumporna i dušična kiselina, sumporovodik, amonijak) i organski spojevi (organske kiseline, alkoholi), radioaktivne tvari. Mnogi onečišćivači prirodnoga su podrijetla, na primjer proizvodi vulkanskih erupcija te metabolizma i raspadanja organizama.

## Aerosoli u medicini
U medicinskoj praksi aerosoli su tekuće ili praškaste ljekovite tvari raspršene u zraku, stiješnjenom ili tekućem plinu, pohranjene u posudi pod tlakom (sprej). Potisni plin istiskuje ljekovitu tvar iz posude i raspršuje ju u obliku fina mlaza, dima ili pjene. Aerosoli se u medicini primjenjuju lokalno kod opeklina, manjih posjekotina, zaraza (infekcija) i kožnih poremećaja. U liječenju bolesti dišnih putova primjenjuju se lokalno na sluznicu, ili općom apsorpcijom i prodiranjem lijeka kroz plućno tkivo (astma). 

### Ostale primjene
U obliku aerosola raspršuju se i insekticidi, herbicidi te sredstva za dezinfekciju i dezodoraciju prostorija, bojenje pigmentima i lakiranje, gašenje požara, čišćenje, zaštitu metalnih površina od korozije i tako dalje.